# حزب کمونیست ایتالیا (۲۰۱۴)
حزب کمونیست ایتالیا (به ایتالیایی: Partito Comunista d'Italia، PCd'I) یک حزب کمونیست در ایتالیا بود که عمر کوتاهی داشت و دورۀ گذار بین حزب کمونیست‌های ایتالیا (۱۹۹۸-۲۰۱۴) و حزب کمونیست ایتالیا (۲۰۱۶-اکنون) را نشان می‌داد.

## تاریخچه
حزب کمونیست ایتالیا (PCdI)، که نام خود را از حزب کمونیست ایتالیا (PCd'I) در سال‌های ۱۹۲۱-۱۹۲۶ گرفته است، در سال ۲۰۱۴ از دگرگونی حزب کمونیست‌های ایتالیا (PdCI) پدید آمد. حزب کمونیست‌های ایتالیا حزبی کمونیستی بود که به واسطۀ بروز انشعابات در حزب بازآفرینی کمونیست (PRC) در سال ۱۹۹۸ راه‌اندازی شد. حزب کمونیست‌های ایتالیا قبل از تبدیل شدن به یک حزب کوچک، یکی از احزاب مشارکت‌کننده در دولت بود و ده‌ها کرسی در پارلمان را در اختیار داشت.
چزاره پروکاچینی، کارگر عضو اتحادیۀ کارگری فلزکاران که در سال ۲۰۱۳ جایگزین اولیویرو دیلیبرتو به عنوان رهبر حزب کمونیست‌های ایتالیا شده بود، از زمان تأسیس این حزب دبیر آن بود و مانوئلا پالرمی، سناتور سابق نیز رئیس آن بود.
در سال ۲۰۱۶، حزب کمونیست ایتالیا به حزب کمونیست ایتالیا (PCI) تبدیل شد که نام خود را پس از سپری شدن نود سال از تأسیس حزبی به همین نام که طی سال‌های ۱۹۲۶ تا ۱۹۹۱ فعالیت می‌کرد، از آن اخذ کرد. انشعابات حزب بازآفرینی کمونیست (PRC) و گروه‌های کوچک نیز به همین حزب جدید پیوستند.

## رهبری
- دبیر: چزاره پروکاچینی (۲۰۱۴–۲۰۱۶)
  - هماهنگ‌کننده: آلساندرو پینیاتیِلو (۲۰۱۴–۲۰۱۶)
- رئیس: مانوئلا پالرمی (۲۰۱۴–۲۰۱۶)
- رئیس جمهور افتخاری: آنتونینو کوفارو (۲۰۱۴–۲۰۱۶)